# 博州支线铁路
博州支线铁路位于新疆博乐市境内，全长50.47公里。正线长49.67公里。

## 线路
单线，电力牵引，牵引质量为4000吨。60Kg/m钢轨区间无缝线路。双河牵引变电所设置了两台8兆牵引变压器，变压器工作方式为一组一备。
于博乐市主城区(青得里大街和北京路交界口)东侧约3.3km的乌图布拉格镇格尼登西村处，设置博尔塔拉站，距离博乐市区仅2.45公里，站房建筑面积9859平方米，为二层建筑。可同时容纳旅客3000人候车，设有5个售票窗口，配置6台自助售取票机。
塔格特、乌图布拉格2个会让站为预留车站。
跨S205省道有4座桥梁，其中三座系杆拱桥、一座连续梁。  

## 历史
2016年8月30日开工。
中铁七局集团承建阿拉套山隧道，长2585延米，最大埋深75.2米，2017年4月开工开工，使用三臂凿岩台车对向施工，2019年1月29日贯通。
2019年6月17日接轨北疆铁路。7月中旬完成全线铺轨，9月底正式通车。项目投资估算总额为11.63亿元
2019年9月20日开通运营，每日开行旅客列车5对，其中“复兴号”动车组列车3对、普速快速列车2对。